# Deborah Shelton
Deborah Shelton (* 21. November 1948 in Norfolk, Virginia) ist eine US-amerikanische Schönheitskönigin und Schauspielerin.

## Leben und Karriere
Sie besuchte 1966 die Norview Senior High School. 1970 gewann Deborah Shelton die Wahl der Miss USA und kam danach in die engere Wahl der Miss Universum. Schließlich gab sie 1976 ihr Debüt als Schauspielerin. Es folgten Filme und zahlreiche Auftritte in Fernsehserien. Ihre größte Rolle spielte sie in 65 Folgen der US-Serie Dallas. Dort spielte sie von 1984 bis 1987 die Rolle der Mandy Winger, der Langzeitgeliebten von J. R. (Larry Hagman).
1988 war sie an der Seite von Thomas Gottschalk in dem Film Zärtliche Chaoten II zu sehen.
Deborah Shelton war mit dem Komponisten Shuki Levy verheiratet. Sie hat zwei Kinder.

## Filmografie
- 1976: Kravges ston anemo
- 1977: Koritsia me vromika heria
- 1977: Anomalo fortio
- 1979: Mrs. Columbo (Fernsehserie, eine Folge)
- 1979: B.J. und der Bär (B.J. and the Bear, Fernsehserie, eine Folge)
- 1979: Sheriff Lobo (The Misadventures of Sheriff Lobo, Fernsehserie, zwei Folgen)
- 1979: Mysterious Island of Beautiful Women (Fernsehfilm)
- 1980: The Yeagers (Fernsehserie, eine Folge)
- 1980: Superstunt II (Fernsehfilm)
- 1982: Das Monster aus der Tiefe (Blood Tide)
- 1982: Frank Buck – Abenteuer in Malaysia (Bring ‘Em Back Alive, Fernsehserie, eine Folge)
- 1982: Fantasy Island (Fernsehserie, zwei Folgen)
- 1982: T. J. Hooker (Fernsehserie, eine Folge)
- 1983: Cheers (Fernsehserie, eine Folge)
- 1983: Ein Colt für alle Fälle (The Fall Guy, Fernsehserie, eine Folge)
- 1983: Love Boat (The Love Boat, Fernsehserie, eine Folge)
- 1983: Das A-Team (The A-Team, Fernsehserie, eine Folge)
- 1983: The Rousters (Fernsehserie, eine Folge)
- 1983–1984: Kampf um Yellow Rose (The Yellow Rose, Fernsehserie, 8 Folgen)
- 1984: Der Tod kommt zweimal (Body Double)
- 1984: Trio mit vier Fäusten (Riptide, Fernsehserie, eine Folge)
- 1984: Legmen (Fernsehserie, eine Folge)
- 1984–1987: Dallas (Fernsehserie, 63 Folgen)
- 1987: Hunk
- 1988: Velvet Dreams – Wenn Träume tödlich enden (Perfect Victims)
- 1988: Zärtliche Chaoten II
- 1988: The Choice
- 1991: Get a Life (Fernsehserie, eine Folge)
- 1992: Blind Vision – Tödliche Leidenschaft (Blind Vision)
- 1992: Nemesis
- 1993: Parfüm des Todes (Desire)
- 1993: Sins of the Night – Gefährtin der Nacht (Sins of the Night)
- 1994: Circuitry Man
- 1994: Silk Degrees
- 1995: Der schwarze Fluch (Fernsehfilm)
- 1995: The Clinic (Fernsehserie)
- 1996–1997: High Tide – Ein cooles Duo (Fernsehserie, vier Folgen)
- 1997: Pacific Blue – Die Strandpolizei (Pacific Blue, Fernsehserie, eine Folge)
- 1998: Lone Greasers (Kurzfilm)
- 1999: Malibu, CA (Fernsehserie, eine Folge)
- 1999: Safe Harbor (Fernsehserie, eine Folge)
- 1999: Blood Type
- 1999–2000: Hang Time (Fernsehserie, drei Folgen)
- 2000: Chicken Soup for the Soul (Fernsehserie, eine Folge)
- 2000: Pensacola – Flügel aus Stahl (Pensacola: Wings of Gold, Fernsehserie, eine Folge)
- 2000: Sacrifice – Der Sweetwater-Killer (Sacrifice, Fernsehfilm)
- 2002: Shakedown
- 2004: Quiet Kill
- 2006: Dr. Jekyll and Mr. Hyde – Die Legende ist zurück (The Strange Case of Dr. Jekyll and Mr. Hyde)
- 2008: Nip/Tuck – Schönheit hat ihren Preis (Nip/Tuck, Fernsehserie, eine Folge)
- 2009: Surprise, Surprise
- 2011: Witchy Ways (Fernsehserie)
- 2013: Blood Moon (Kurzfilm)
- 2013: Dallas (Fernsehserie, eine Folge)